# Wolfgang Radlegger

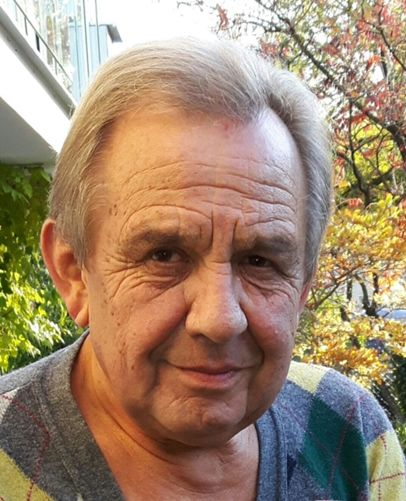
Wolfgang Radlegger

Wolfgang Radlegger (* 6. Mai 1947 in Grödig, Salzburg) ist ein österreichischer Politiker (SPÖ).

## Leben
Im Alter von drei Jahren zog Wolfgang Radlegger 1950 mit seinen Eltern nach Buenos Aires (Argentinien), wo er bis 1955 eine Privatschule besuchte. Nach zwei weiteren Jahren Volksschulbesuch in Grödig absolvierte er bis 1965 die Realschule (heute Bundesrealgymnasium Salzburg). Nach der Matura studierte er Rechtswissenschaften an der Universität Salzburg und arbeitete danach bis 1968 als Angestellter beim Magistrat der Landeshauptstadt Salzburg.
1969 wurde er zum Fraktionssekretär seiner Partei, der SPÖ, im Salzburger Landtag gewählt. 1974 bis 1979 (siebte Legislaturperiode) war er Geschäftsführer der SPÖ Salzburg.
Sein erstes politisches Mandat bekleidete Radlegger von Jänner 1978 bis Mai 1979, als er für die SPÖ Mitglied des Bundesrats in Wien wurde.
Im Mai 1979 wurde Radlegger im Land Salzburg in der Regierung Haslauer II unter Landeshauptmann Haslauer senior Landesrat für Hoch- und Wohnbau. Im September 1984 wurde er 1. Landeshauptmann-Stellvertreter in der Landesregierung Haslauer III. Im selben Jahr wurde er zum Parteivorsitzenden der SPÖ Salzburg gewählt, ebenso als Mitglied in den Vorstand der SPÖ.
Ende August 1989 gab Radlegger seinen Rücktritt von allen politischen Funktionen bekannt. Er begründete seinen Schritt mit der Tatsache, dass er mit dem Angeklagten im so genannten WEB-Prozess gut befreundet war. Die WEB-Bautreuhand-IMMAG hatte in den 1970er und 1980er Jahren Anlageprodukte, vergleichbar mit einem Schneeballsystem, verkauft, die jedoch kaum Gewinn versprachen. Verbindungen zu Banken und zur Politik trugen dazu bei, dass die WEB-Bautreuhand-IMMAG, obwohl bereits 1983 zahlungsunfähig, noch sechs weitere Jahre arbeiten konnte. Insgesamt gab es 25.000 Geschädigte in ganz Österreich und einen finanziellen Schaden in Höhe von 2,1 Milliarden Schilling (entspricht heute inflationsbereinigt etwa 221 Millionen Euro).

1990 wurde Radlegger in den Aufsichtsrat der Wüstenrot Bausparkasse berufen. Später wurde er Generaldirektor und 2003 Geschäftsführer. 2005 wurde er Obmann-Stellvertreter der Sparte Bank und Versicherung in der Wirtschaftskammer Salzburg; 2007 wurde er auch in den Aufsichtsrat der BAWAG P.S.K. berufen.

## Auszeichnungen
- 1970: Goldenes Ehrenzeichen des Landes Salzburg
- 1986: Ehrensenator der Universität Salzburg
- 2007: Großes Goldenes Ehrenzeichen mit dem Stern für Verdienste um die Republik Österreich[3]
- 2007: Ring der Stadt Salzburg

### Von Wolfgang Radlegger
- Wolfgang Radlegger, Bericht über den Planungsstand der Salzburger Altstadtuniversität, der Naturwissenschaftlichen Fakultät Freisaal, der Bundespolizeidirektion, der Höheren Technischen Bundeslehranstalt, der Finanzlandesdirektion, Salzburg 1981, Eigenverlag des Amt der Salzburger Landesregierung, Landespressebüro.
- Wolfgang Radlegger, Auf die Zukunft setzen: Ideen und Skizzen für ein Salzburg in anderen Ansichten, Salzburg 1986, Publikation der SPÖ-Landesorganisation Salzburg.
- Wolfgang Radlegger, Ansichts-Sache Gedanken über die Zukunft Salzburgs, Salzburg 1989, Graphia-Druck- und Verl.-Anstalt, ISBN 3-900350-06-X.
- Wolfgang Radlegger (Hrsg.): Erinnerungen eines politischen Gegenübers Person (Franz Schausberger), Salzburg 2007.
- Wolfgang Radlegger, Thomas Wizany, Vom Stillstand zum Widerstand – Zeit zum Wandel, Wien 2011, Brandstätter Verlag, ISBN 978-3-85033-606-2.
- Wolfgang Radlegger, Die Entwirrung des "Gordischen Knotens" : zum Konzept einer Altstadt-Universität, in: Die Paris-Lodron-Universität Salzburg von Reinhold Reith (Hrsg.), Salzburg/Wien 2012, ISBN 978-3-99014-063-5.
- Wolfgang Radlegger, Roma – zum Betteln verdammt. Eine historisch-kritische Auseinandersetzung : aktualisiert am Beispiel der Stadt Salzburg, Salzburg / Wien 2017, Edition Tandem, ISBN 978-3-902932-66-2.

### Über Wolfgang Radlegger
- Herbert Dachs (Hrsg.): Wolfgang Radlegger – Ein Mitgestalter seiner Zeit, Wien 2007, Böhlau Verlag, ISBN 978-3-205-77590-4.
- Walter Thaler, Christian Dirninger: Mut und Wille Salzburgs Sozialdemokratie 1960–2010, Wien 2010, Braumüller Verlag, ISBN 978-3-7003-1735-7.